# Motto…
Singles de Kana Nishino
Kimi ni Aitaku naru kara
(2009) Dear… / MAYBE
(2009)
Pistes de To LOVE
Hey Boy Love & Smile
Motto… (もっと…) est le 7e single de la chanteuse de J-pop Kana Nishino.

## Présentation
Il est sorti sous le label SME Records Inc. le 21 octobre 2009 au Japon. Il sort au format CD. Il atteint la 6e position à l'Oricon. Il se vend à 17 956 exemplaires la première semaine et reste classé 31 semaines pour un total de 65 220 exemplaires vendus. La chanson Motto… se trouve sur l'album To LOVE et sur la compilation Love Collection ~pink~.

## Pistes
| 1. | Motto… (もっと…) | Kana Nishino              | GIORGIO CANCEMI          | GIORGIO CANCEMI          |  |
| 2. | missing you      | Kana Nishino, Sakura Leon | Kotaro Egami (SUPA LOVE) | Kotaro Egami (SUPA LOVE) |  |
| 3. | Dear My Friends  | Kana Nishino              | Susumu Kawai             | eighteen degrees.        |  |